# Gayenna vittata
Gayenna vittata là một loài nhện trong họ Anyphaenidae.
Loài này thuộc chi Gayenna. Gayenna vittata được Eugen von Keyserling miêu tả năm 1881.